# Glanges
Glanges é uma comuna francesa na região administrativa da Nova Aquitânia, no departamento de Alto Vienne. Estende-se por uma área de 22,85 km². Em 2010 a comuna tinha 520 habitantes (densidade: 22,8 hab./km²).